# El viaje de Cris
El viaje de cris es un mediometraje basado en la historia de Tamara Miranda, una chica que quedó parapléjica a los 16 años a causa de un accidente de tráfico. El objetivo de esta película es concienciar a los jóvenes de las graves consecuencias del consumo de alcohol al volante. Fue estrenada en España el 18 de septiembre de 2009.

## Argumento
Cris, su novio Guille y su amigo Jagger viajan en el coche de Guille, sufriendo un accidente tras una discusión. Entonces la escena se corta y mediante un flashback comienza el día en el que sucede el accidente. Cris y sus amigos, salen del instituto y quedan para hacer la compra y organizar el viaje a Islantilla del fin de semana para ver un concierto; entonces Marina, una chica sin amigos, intenta entrar en el grupo, y aunque es repudiada por este, se entera de que quedan para ir al ensayo del grupo musical "La Clave" por la tarde, por lo que entonces se despiden y cada uno va a su casa.
Cuando Cris llega a casa, engaña a sus padres, y les hace creer que van a pasar el fin de semana en plan tranquilo.
Mientras Guille va con su padre al taller a por su coche, los demás amigos están en una plaza, quedando para ir a comprar pero Jagger dice que tiene que ir a ayudar a su padre en la tienda, en ese momoento Guada se despide de Jagger y se muestra que aunque no están juntos hay una chispa entre ellos. Jagger se va y Guanda se queda observándole. Mientras tanto el coche de guille aún no está listo y su padre le dice que le deja su mercedes para ir a con su novia al concierto del fin de semana.
Una vez en el ensayo, Guille cuenta a sus amigos lo del mercedes y hablan sobre el fin de semana. Marina se acerca a ellos e inenta enterarse de que hablan pero la echan del grupo y quedan para ir por la noche al botellón. Mientras tanto, Jagger llega a la tienda de música de su padre. ESte le nota cabreado y descubre que es por culpa de Guada Hablan sobre el tema y su padre le aconseja que no se preocupe, que él es un chico estupendo y que ella seguro que lo sabe, que solo tiene que decírselo.
Más tarde, Cris y Guille están en el coche y él le ragala un colgante y se besan, salen del coche y todos están en el botellón bebiendo alcohol escepto Jagger que es el único que no bebe, por ello algunos de sus amigos le empiezan a tomar el pelo, adeñas de estar todo el rato rayado con el tema de Guada. Se quedan sin hielo y Guille a pesar de ir bebido decide acercarse a la gasolinera a por más. Cris decide acompañarle y Jagger como no se lo está pasando bien le pide a Guille que le acerque a casa. Guada intenta detenerle para que se quede un rato más pero él decide irse.
En el coche, Cris confiesa a Jagger que guada quiere estar con él y le anima a que se lance, mientras Guille se toma una pastilla que parece ser droga y empieza a discutir con Cris. En este momento ocurren los hechos de la primera escena y guille tiene el accidente. los chicos son atendidos por los sanitarios tras el accidente, guille que solo ha sufrido unos rasguños está hablando con Cris, quien está en estado crítico y no deja de preguntar por Jagger. Guille, llorando, le dice que no se preocupe y que nunca la va a abandonar. A Jagger le están haciendo la reanimación pero no responde y muere.
En la siguiente escena Cris esta con una nueva amiga, han pasado 7 meses desde el accidente, están hablando de Guille porque ha llamado a Cris pero ella no se lo coge por miedo. Finalmente le llama y él le dice que está con Rocío, una de las chicas del grupo de amigos, entonces se descubre que Cris está en una silla de ruedas, y que ella y su amiga están en un centro de paraplégicos. Cris empieza a llorar pero le dice a Guille que lo entiende. Cris y su amiga se van cuando otra amiga las llama y Cris abandona el colgante que Guille le había ragalado la noche del accidente. Mientras Guille con Rocío y todos los amigos esta vez incluida Marina, entran en el instituto.
La película termina en la tienda de música del padre de Jagger cuando se emociona al recordar a su hijo.